# Mugan
Pour les articles homonymes, voir Mughan.
Sekin Mugan-Qaghan ((vieux turc : 𐰢𐰆𐰴𐰣𐰴𐰍𐰣, chinois : 木杆可汗 ; pinyin : mùgān kèhán, règne 553-572) est le second fils de Bumin et le troisième Khagan des Köktürks connus sous le nom de Tujue en chinois (突厥 pinyin tújué. Il étend l'empire des Köktürks jusqu'aux frontières de celui des Hua (Shvetahūna, Huns blancs ou Hephthalites).

## Biographie
À la mort de Bumin en 552, son fils aîné K'o-lo (Kuo-lo, Kara / Qara ?) ne règne que quelques mois. Son second fils, Mugan lui succède alors avec le titre impérial dans la partie orientale de l’empire, c’est-à-dire la Mongolie à l’origine du khanat des Köktürks. Le frère cadet de Bumin, Istämi (en turc) reçoit, avec le titre de yabghu, la Dzoungarie, le pays de l’Irtych et de l’Imil, les bassins du Youldouz, de l’Ili, du Chu et du Talas (552-575),. Ainsi sont constitués dans leur physionomie définitive les deux royaumes turcs du haut Moyen Âge : le khanat des Köktürks orientaux, fondé par le qaghan Mugan en Mongolie, avec au centre le futur Karakorum sur le haut Orkhon, et le khanat des Köktürks occidentaux sur l’Ili et dans le Turkestan occidental, avec campement d’été sur le haut Youldouz, au nord de Karachahr et de Kucha, et campement d’hiver sur les bords de l’Yssyk Koul ou dans la vallée du Talas.

### Le règne (553-572)
Pendant son règne, Mugan n’a guère d’adversaires. Dès 560, il abat la horde mongole des Khitans. Dans la Chine du nord, l’empereur Wudi (en) de la dynastie des Zhou du Nord de Chang'an demande la main de la fille de Mugan. Ce dernier arbitre les rivalités entre les deux royaumes issus de la division de l’empire des Wei du Nord (vers 565).

### Mort de Mugan
En 572, Mugan meurt, son frère Taspar (en), troisième fils de Bumin, lui succède.
Mais la rivalité des deux empires turcs, qui dominent jusqu'alors la moitié de l’Asie, depuis la Mandchourie jusqu’au Khorasan cause leur perte. Taspar est le dernier à être reconnu comme qaghan par les yabghu des Kôktürk occidentaux.